# Șarpele lui Esculap
Șarpele lui Esculap (Zamenis longissimus, cu o denumire mai veche Elaphe longissima longissima) este un șarpe neveninos din familia colubride (Colubridae) răspândit în centrul și sudul Europei  (inclusiv în România și Republica Moldova), în jurul Mării Caspice, în Turcia, Armenia, Caucaz. În România trăiește în toate provinciile țării, acolo unde găsește condiții favorabile de trai și este ocrotit prin lege. Îi place căldura. Preferă pădurile cu teren uscat și porțiunile însorite, rariștile de foioase cu luminișuri, coastele stâncoase cu tufișuri, ruinele invadate de vegetație. Este un șarpe mare cu o  lungime de până la 2 m. Are un aspect zvelt, capul mic și îngust, coada lungă și subțire. Spatele este brun cu mulți solzi dungați în lung cu alb. Pe laturile capului are două pete gălbui. Abdomenul este alb-gălbui. Are o dunga închisă între ochi și colțul gurii. Se mișcă lent, dar se cațără foarte bine în copaci. Când este prins, se repede furios și mușcă. Exemplarele tinere și semiadulte se hrănesc cu șopârle, iar adulții cu rozătoare (șoareci, șobolani) și mamifere insectivore (cârtițe). Împerecherea are loc în mai-iunie. La o lună după acuplare, femela depune 5-8 ouă albe, alungite. Puii eclozează în luna septembrie și au o lungime de 22-25 cm. Este simbolul medicinei și farmaciilor.

## Descrierea

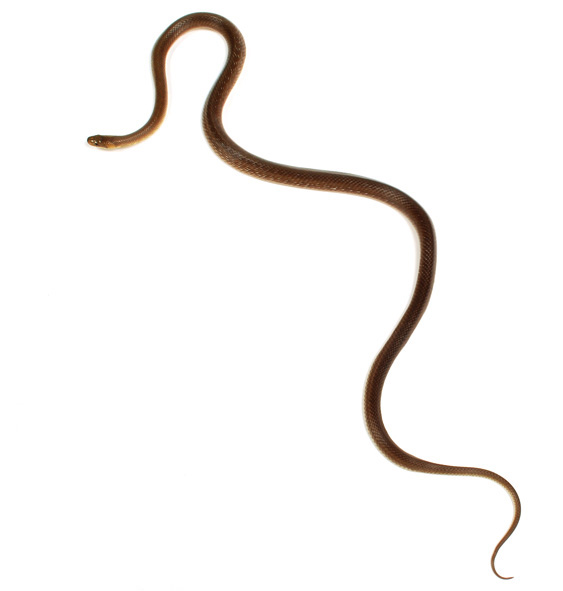
Șarpele lui Esculap

Șarpele lui Esculap este un șarpe mare cu o  lungime totală până la 2 m,  lungimea obișnuită 100-150 cm. Are un corp zvelt, cilindric, lung și strălucitor; capul mic și îngust, iar coada lungă și subțire. 
Solzii spatelui sunt netezi, ușor carenați spre coadă, dispuși în 23 (rar 21) șiruri transversale la mijlocul corpului. Ventral are 212-248 de scuturi ventrale, cu unghi lateral,  carenate pe laturi. Scutul anal este divizat; 60-91 de perechi de scuturi subcaudale. 
Scutul frontal mai scurt decât scuturile parietalele. Scutul rostral de abia vizibil din perspectivă dorsală, fiind mai lat decât înalt. Scutul frenal egal sau mai larg decât înalt. 
Are un singur scut preocular, două scuturi postoculare suprapuse, urmate de alte două plăci suprapuse, opt scuturi supralabiale (excepțional 9), al 4-a și al 5-a scut în contact cu ochiul, 4-5 scuturi sublabiale în contact cu inframaxilarele anterioare, acestea egale cu cele posterioare. Nara este situată între două plăci.

## Coloritul
Coloritul spatelui este brun-deschis, brun-închis, brun-cenușiu cu mulți solzi dungați în lung cu alb.
Pe laturile capului, în regiunea post-occipitală are două pete gălbui distincte, amintind pe cele de la Natrix. Are o dunga închisă distinctă între ochi și colțul gurii (caracteristică pentru genul Elaphe). 
Abdomenul este uniform alb-gălbui. 
Uneori apar exemplare complet negre (melanice).
Șerpii tineri au pete dorsale brun-închise pe spate, iar petele postoccipitale de pe laturile capului sunt mai intense, colorate în galben și negru.

## Dimorfismul sexual
Masculii se deosebesc de femele prin numărul mai mic de scuturi ventrale și mai mare de subcaudale.

## Răspândirea
Șarpele lui Esculap este răspândit în centrul și sudul Europei  (lipsind în Anglia, cea mai mare parte a Peninsulei Iberice, în țările scandinave și cele de dincolo de paralela 50°), în jurul Mării Negre (Turcia, Armenia, Caucaz) și în sudul Mării Caspice. 
A fost găsit în Albania, Austria, Bulgaria, Ungaria, Slovacia, Republica Cehă, Franța, Germania, Grecia, Italia, Spania, Elveția, Croația, Slovenia, Bosnia și Herțegovina, Muntenegru, Serbia, Macedonia, Republica Moldova, România, Turcia, Ucraina, Georgia.

## Răspândirea în România

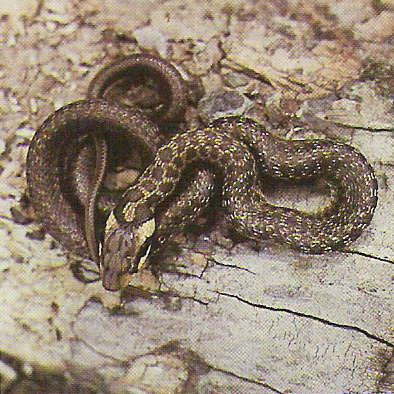
Șarpele lui Esculap. Un șarpe tânăr cu un colorit distinct.

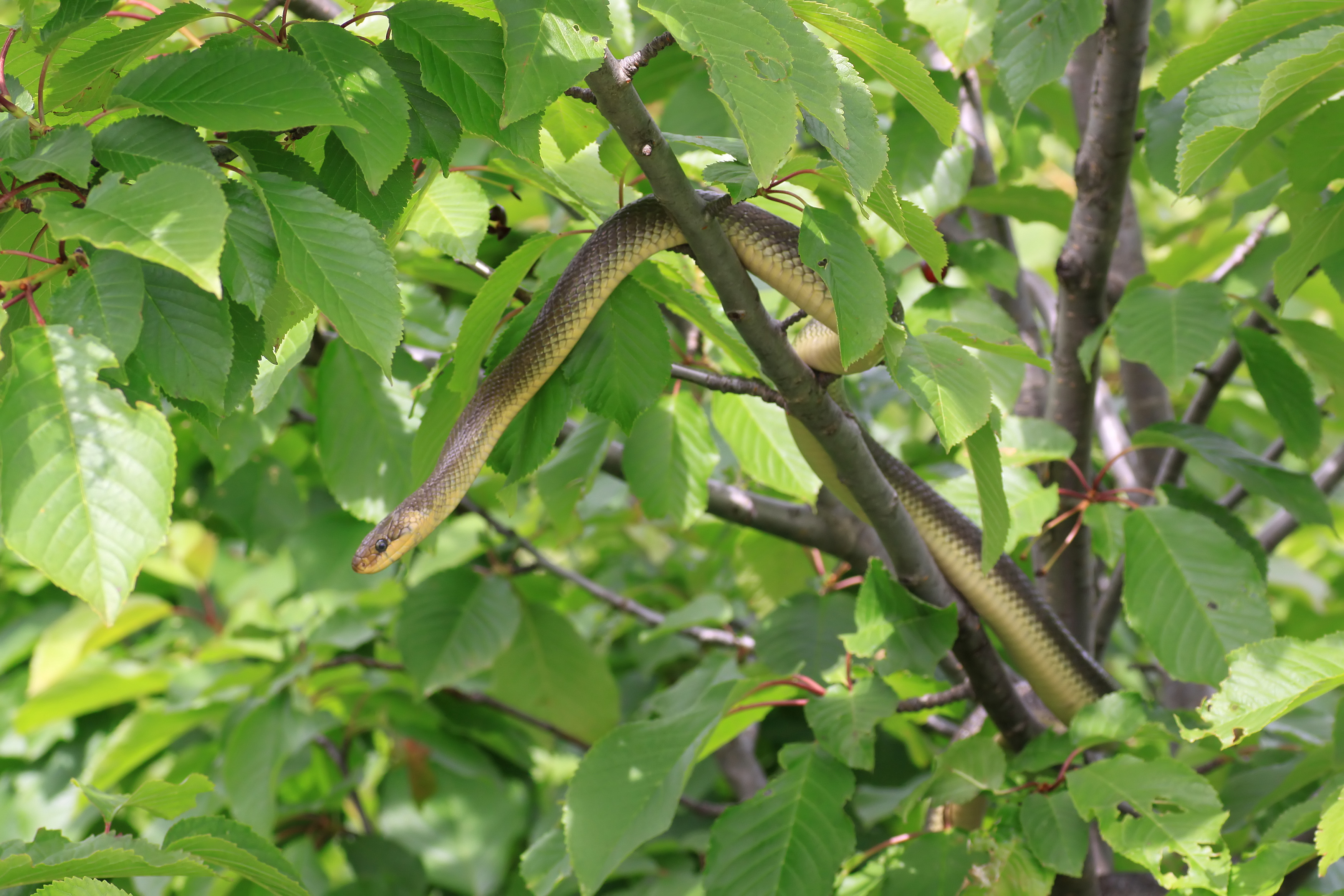
Șarpele lui Esculap într-un cireș în Mödling, Austria Inferioară.

În România este răspândit sporadic în mai multe localități situate în toate regiunile țării, unde găsește condiții favorabile. Este întâlnit mai frecvent în Dobrogea, Oltenia, Banat și Apuseni. A fost semnalat în următoarele județe: 
- județul Bihor (Munții Bihor)
- județul Bistrița-Năsăud (Bistrița, Năsăud, Beclean)
- județul Brașov (Brașov, Zizin, Parcul Noua)
- județul Caraș-Severin (Baziaș, Băile Herculane, Mehadia, Otelu-Rosu)
- județul Călărași (Sărulești)
- județul Cluj (Dej, Gherla, Cheile Turzii)
- județul Dolj (Craiova)
- județul Harghita (Tușnad)
- județul Hunedoara (pasul Vulcan, Pui, Munții Retezat, Valea Raului Mare, Deva)
- județul Iași (pădurea Bârnova)
- județul Mehedinți (Orșova)
- județul Mureș (Sighișoara, Reghin, Deda, Bistra)
- județul Olt (Caracal, pădurea Romula)
- județul Sălaj (Nușfalău)
- județul Sibiu (Apoldul de Sus, Sibiu, Păltiniș, Munții Cibinului, Avrig)
- județul Sibiu (Turnu Roșu)
- județul Timiș (Nădrag)
- județul Tulcea (Babadag - Codru, Tulcea)

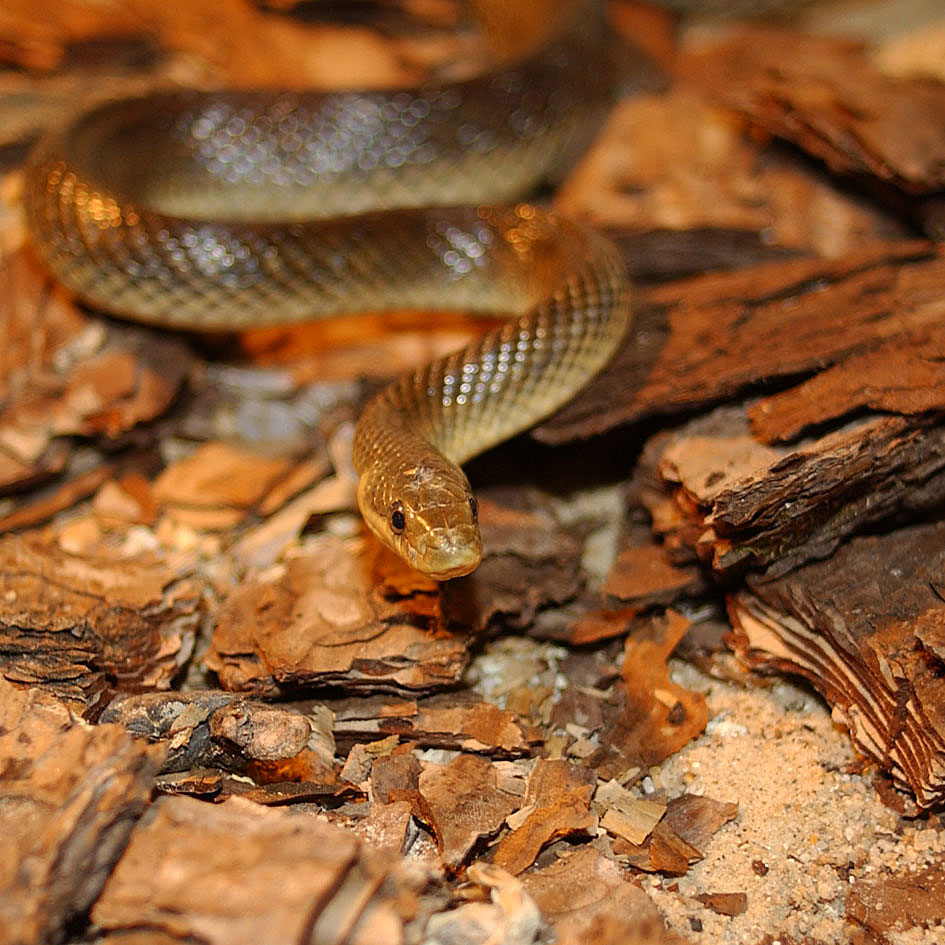
Șarpele lui Esculap văzut din față

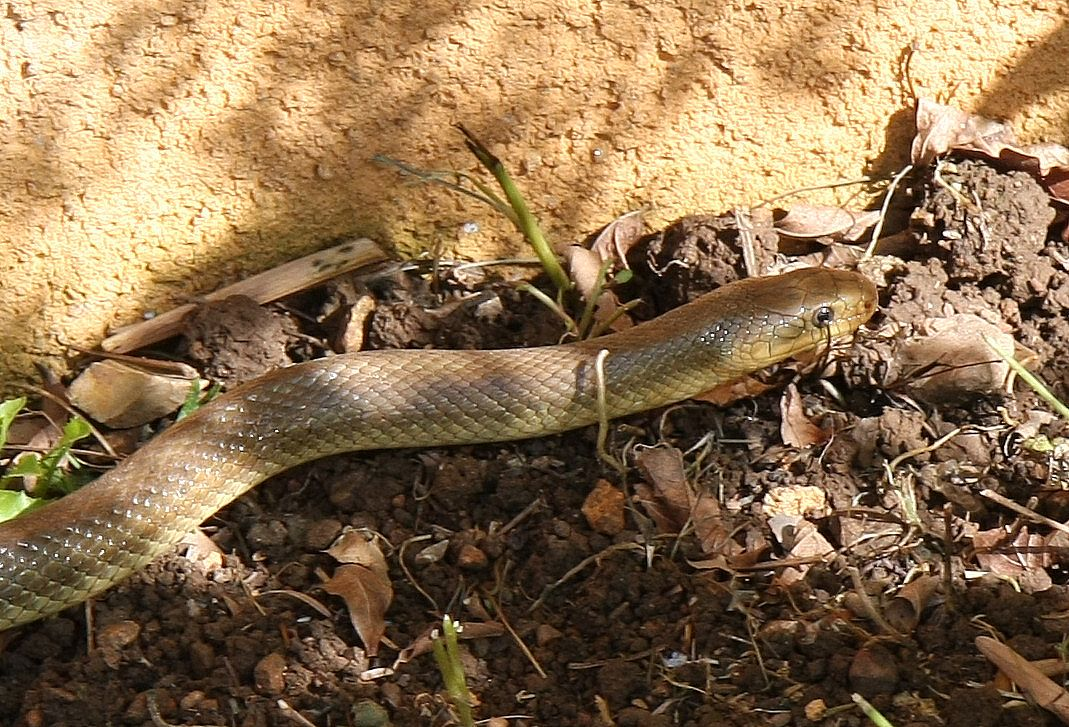
Partea anterioară a șarpelui lui Esculap

- județul Covasna (Brețcu)
- județul Gorj (Tismana)

## Taxonomia
În clasificările mai vechi specia Elaphe longissima cuprindea patru subspecii:  
1. Elaphe longissima longissima (Laurenti) — nord-estul Spaniei, Franța, Elveția, Germania, Danemarca, Europa Centrală, sud-estul Europei, Turcia, Transcaucazia -   în prezent este ridicată în rang de specie - Zamenis longissimus (Laurenti, 1768)
2. Elaphe longissima romana (Suckow) - Italia centrală și de sud, Sicilia; în prezent este ridicată în rang de specie -  Zamenis lineatus (Camerano, 1891)
3. Elaphe longissima rechingeri Werner — insula Amorgos Cyclade; în prezent este ridicată în rang de specie -  Elaphe rechingeri (Werner, 1932)
4. Elaphe longissima persica Werner — nordul Iranului; în prezent este ridicată în rang de specie -  Zamenis persicus (Werner, 1913)

În prezent specia Zamenis longissimus este monotipică (adică nu este împărțită în  subspecii)

## Habitatul
Șarpele lui Esculap este o specie termofilă (îi place căldura) și preferă pădurile cu teren uscat  și cu porțiuni însorite, în rariștile de foioase cu luminișuri, pe coaste stâncoase cu vegetație arborescentă și printre ruinele invadate de vegetație. 

## Comportamentul
Șarpele lui Esculap se mișcă relativ lent, dar se cațără în arbori cel mai bine dintre șerpii noștri. 
Când este prins, se repede furios și mușcă, însă rana pe care o lasă nu este decât o mică zgârietură.
Apare în aprilie și dispare pentru hibernare încă din septembrie. Hibernează ascunzându-se prin vizuini, galerii, sub trunchiuri de copaci sau sub stânci. 
De obicei se întâlnesc indivizi izolați. 

## Hrana

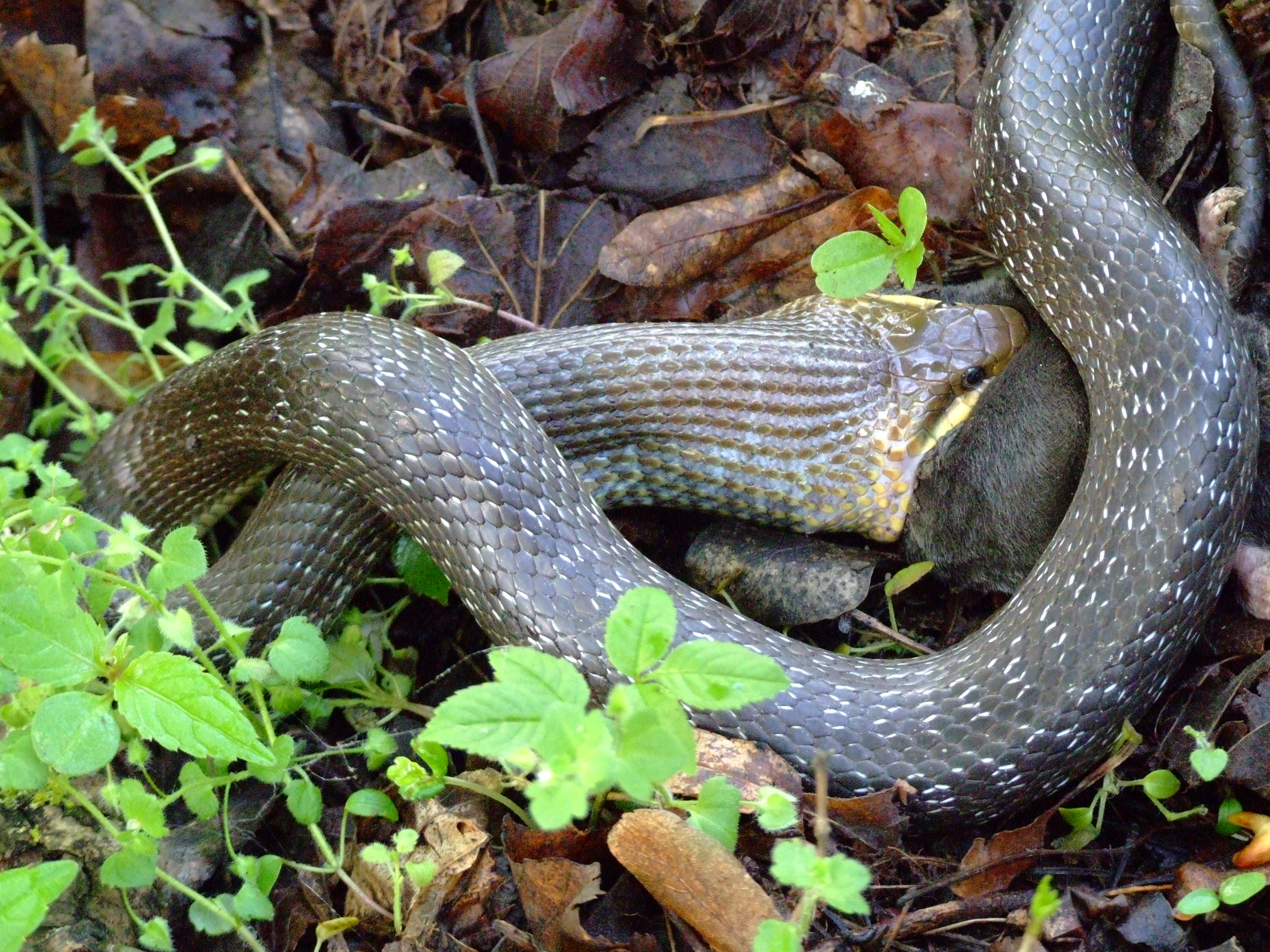
Șarpele lui Esculap înghițind un șobolan.

Hrana este diferențiată în funcție de vârstă. Exemplarele juvenile sau semiadulte se hrănesc cu șopârle. Exemplarele adulte se hrănesc aproape exclusiv cu rozătoare (șoareci, șobolani) și cu mamifere insectivore (cârtițe), mai rar cu păsări mici și ouăle lor.

## Reproducerea
Împerecherea are loc în lunile mai-iunie și este precedată de jocuri prenupțiale - masculul se încolăcește în jurul corpului femelei, pe care o imobilizează apucând-o cu gura de ceafă. Fecundația este internă.
Ponta este depusă în locuri ascunse la vreo lună după acuplare și cuprinde 5-8 ouă albe, de formă alungită (care măsoară 36-45 x 19-24 mm).
Puii eclozează în luna septembrie și au la eclozare o lungime de 22-25 cm.

## Importanța
Șarpele lui Esculap aduce foloase pentru agricultură deoarece se hrănește cu rozătoare (șoareci, șobolani) care provoacă mari daune culturilor agricole. În raport cu aceste foloase, pagubele, mai mult locale, pe care le aduce prin consumul păsărilor și ouălor lor, sunt neînsemnate.
Din cauza șerpilor veninoși a intrat în om o frică și o groază chiar și față de acest șarpe inofensiv, și în zilele noastre întâlnim mulți oameni care îl omoară pe loc odată ce îl observă.

## Starea de conservare
Specia este amenințată de fragmentarea habitatului prin extinderea suprafețelor agricole și de pășunat și defrișarea pădurilor. Ca și în cazul mai multor șerpi, această specie este, în general, ucisă de către localnici. Este amenințată și de mortalitatea accidentală pe drumuri, în special în zonele în care specia este relativ comună. Ouăle acestui șarpe care sunt depuse în grămezi de iarbă și în altă vegetație sunt frecvent colectate și distruse de oameni.
Pe lista roșie a IUCN, la nivel mondial specia Zamenis longissimus are un statut de specie neamenințată cu dispariția (LC).   Specia a fost inclusă în Cartea Roșie a Federației Ruse, Georgiei, Ucrainei  și Republicii Moldova. În Cartea Roșie a Vertebratelor din România specia Zamenis longissimus este considerată ca o specie vulnerabilă (Vu). 
În România specia Zamenis longissimus este protejată prin Legea Nr. 13 din 1993 pentru aderarea României la Convenția la Convenția de la Berna (Anexa II, unde este menționată ca Elaphe longissima),    Directiva Europeana 92/43/EEC a Consiliului Comunităților Europene (Anexa IV, unde este menționată ca Elaphe longissima),   Legea nr. 462/2001, emisă de Parlamentul României, privind regimul ariilor naturale protejate, conservarea habitatelor naturale, a florei și faunei sălbatice (Anexa IV, unde este menționată ca Elaphe longissima)   și Ordonanța de Urgență a Guvernului nr. 57/2007 privind regimul ariilor naturale protejate, conservarea habitatelor naturale, a florei și faunei sălbatice, aprobată cu modificări și completări ulterioare (Anexa IVA, unde este menționată ca Elaphe longissima), fiind considerată o specie de interes comunitar ce necesită o protecție strictă. 

## Mitologia și simbolistica

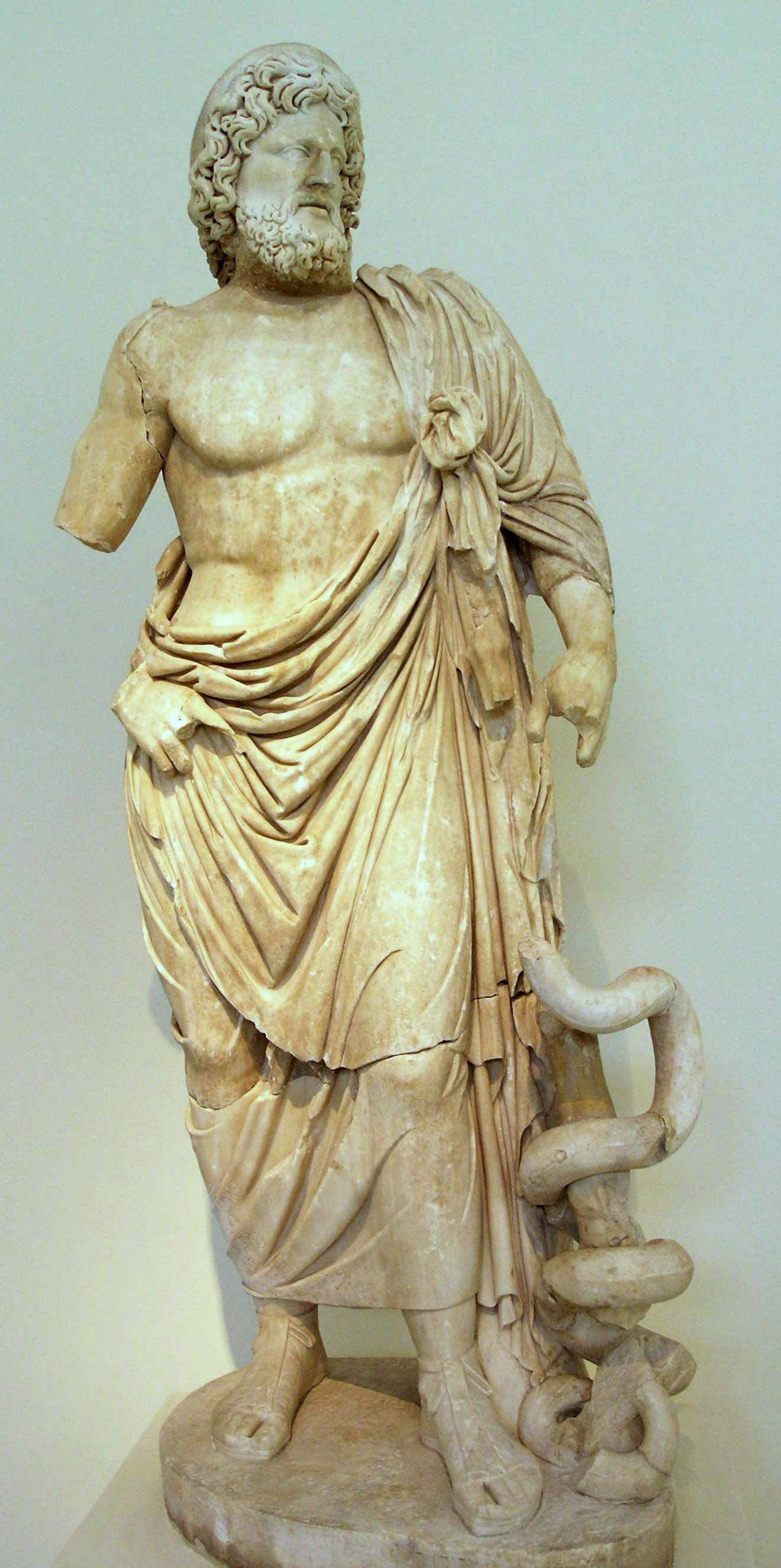
Esculap înfățișat cu un șarpe (șarpele lui Esculap) încolăcit în jurul sceptrului

Cupa Higeei cu șarpele lui Esculap, emblema farmaciilor

Esculap, zeul medicinii în mitologia greacă, purta în mâna dreaptă un toiag înconjurat de un șarpe, care este considerat a fi șarpele lui Esculap. După o legendă din mitologia grecească antică, șarpele lui Esculap avea cunoștințe despre plantele medicinale și despre proprietățile vindecătoare ale acestora. Pentru a afla aceste cunoștințe ale  șarpelui, Esculap, zeul medicinii, s-a transformat în șarpe și apoi a revenit la înfățișarea de om preluând aceste informații prețioase și folosindu-le în tratarea bolnavilor. Astăzi șarpele lui Esculap este un simbol al medicinei.
Fiica lui Esculap, Higia (sau Higeea) - zeița sănătății, era înfățișată cu un șarpe într-o mână și o cupă în cealaltă. Cupa Higiei cu șarpele lui Esculap încolăcit este considerată simbolul farmaciilor și produselor farmaceutice.